# O-キシレン
o-キシレン（英語: o-xylene）、オルトキシレン（英語: ortho-xylene）は、化学式が C6H4(CH3)2 の芳香族炭化水素で、ベンゼン環の隣接する炭素原子（オルト位）に2つのメチル基が置換している。m-キシレンとpキシレンの構造異性体。無色で油状の可燃性液体。

## 生産と利用
石油には約1重量％のキシレンが含まれている。ほとんどのo-キシレンは石油のクラッキングにより生産される。m-キシレンは異性化されてo-キシレンとなる。2000年の純生産量は約50万トンである。
o-キシレンは、多くの材料、医薬品、その他化学物質の前駆体である無水フタル酸の製造に主に使用される。メチル基は酸化されやすく、ハロゲン化されやすい。臭素で処理すると、これらの基は臭素化され、キシリレンジブロミドが得られる。
C6H4(CH3)2 + 2 Br2 → C6H4(CH2Br)2 + 2 HBr

## 毒性
キシレンに急性毒性はなく、例えばLD50（ラット、経口）は4,300mg/kgである。影響は動物やキシレンの異性体によって異なる。キシレンの懸念は麻薬作用にある。